# Évolution du collège épiscopal français en 2015
Liste des évêques français
- 2011
- 2012
- 2013
- 2014
- 2015
- 2016
- 2017
- 2018
- 2019

Cette page a pour but de présenter les évolutions intervenues au sein du collège épiscopal français au cours de l'année 2015, ainsi que la situation des évêques des diocèses de France métropolitaine et d'outre-mer, mais également des évêques français exerçant pour la curie romaine ou pour des diocèses étrangers au 31 décembre 2015.

## Évolution du1erjanvier au 31 décembre 2015
| Date              | Événement                                                    | Titre                                                                      |
| ----------------- | ------------------------------------------------------------ | -------------------------------------------------------------------------- |
| 1er janvier 2015  | Mort de Géry Leuliet.                                        | Évêque émérite d'Amiens                                                    |
| 8 janvier 2015    | Nomination de Joël Mercier.                                  | Secrétaire de la Congrégation pour le clergé                               |
| 11 janvier 2015   | Installation de Jean-Pierre Batut                            | Évêque de Blois                                                            |
| 17 janvier 2015   | Ordination épiscopale et installation de Jean-Philippe Nault | Évêque de Digne                                                            |
| 18 janvier 2015   | Installation de Norbert Turini                               | Évêque de Perpignan                                                        |
| 22 janvier 2015   | Démission de Jean-Marie Le Vert.                             | Évêque émérite de Quimper                                                  |
| 12 février 2015   | Nomination de Luc Crepy.                                     | Évêque du Puy-en-Velay                                                     |
| 15 février 2015   | Ordination épiscopale et installation de Jean-Marc Eychenne  | Évêque de Pamiers                                                          |
| 5 mars 2015       | Retrait d'Yves Patenôtre.                                    | Archevêque émérite de Sens-Auxerre Prélat émérite de la Mission de France  |
| 5 mars 2015       | Nomination d'Hervé Giraud                                    | Archevêque de Sens-Auxerre Prélat de la Mission de France                  |
| 7 mars 2015       | Retrait de Michel Méranville.                                | Archevêque émérite de Saint-Pierre et Fort-de-France                       |
| 7 mars 2015       | Nomination de David Macaire.                                 | Archevêque de Saint-Pierre et Fort-de-France                               |
| 19 mars 2015      | Ordination épiscopale de Joël Mercier                        | Secrétaire de la Congrégation pour le clergé, Archevêque titulaire de Rota |
| 12 avril 2015     | Ordination épiscopale et installation de Luc Crepy           | Évêque du Puy-en-Velay                                                     |
| 12 avril 2015     | Ordination épiscopale et installation de David Macaire       | Archevêque de Saint-Pierre et Fort-de-France                               |
| 15 mai 2015       | Mort d'André Lacrampe                                        | Archevêque émérite de Besançon                                             |
| 20 mai 2015       | Nomination de Laurent Dognin                                 | Évêque de Quimper                                                          |
| 21 mai 2015       | Retrait de Claude Schockert                                  | Évêque émérite de Belfort-Montbeliard                                      |
| 21 mai 2015       | Nomination de Dominique Blanchet                             | Évêque de Belfort-Montbéliard                                              |
| 22 mai 2015       | Retrait de François Blondel                                  | Évêque émérite de Viviers                                                  |
| 22 mai 2015       | Nomination de Jean-Louis Balsa                               | Évêque de Viviers                                                          |
| 4 juillet 2015    | Nomination de Jean Laffitte                                  | Prélat de l'ordre souverain de Malte                                       |
| 5 juillet 2015    | Installation de Laurent Dognin                               | Évêque de Quimper                                                          |
| 10 juillet 2015   | Retrait de Jean-Charles Descubes                             | Archevêque émérite de Rouen                                                |
| 10 juillet 2015   | Nomination de Dominique Lebrun                               | Archevêque de Rouen                                                        |
| 12 juillet 2015   | Ordination épiscopale et installation de Dominique Blanchet  | Évêque de Belfort-Montbéliard                                              |
| 15 juillet 2015   | Nomination de Laurent Camiade                                | Évêque de Cahors                                                           |
| 5 septembre 2015  | Retrait de Guy Chevalier                                     | Évêque émérite de Taiohae                                                  |
| 5 septembre 2015  | Nomination de Pascal Chang-Soi                               | Évêque de Taiohae                                                          |
| 12 septembre 2015 | Ordination épiscopale et installation de Jean-Louis Balsa    | Évêque de Viviers                                                          |
| 4 octobre 2015    | Ordination épiscopale et installation de Laurent Camiade     | Évêque de Cahors                                                           |
| 11 octobre 2015   | Installation de Dominique Lebrun                             | Archevêque de Rouen                                                        |
| 24 octobre 2015   | Mort de Gaston Poulain                                       | Évêque émérite de Périgueux                                                |
| 30 octobre 2015   | Nomination de Renauld de Dinechin                            | Évêque de Soissons                                                         |
| 9 novembre 2015   | Retrait de Claude Dagens                                     | Évêque émérite d'Angoulême                                                 |
| 9 novembre 2015   | Nomination d'Hervé Gosselin                                  | Évêque d'Angoulême                                                         |
| 20 décembre 2015  | Installation de Renauld de Dinechin                          | Évêque de Soissons                                                         |
| 23 décembre 2015  | Retrait de Gilbert Louis                                     | Évêque émerite de Châlons-en-Champagne                                     |
| 23 décembre 2015  | Nomination de François Touvet                                | Évêque de Châlons-en-Champagne                                             |

Soit pour l'année 2015 :
- Quatorze nominations dont
  - Sept nominations de nouveaux évêques en France
  - Cinq transferts d'évêques (ou succession par un coadjuteur)
  - Deux nominations d'évêque français au service de la Curie
- Sept ordinations épiscopales
- Huit départs en retraite
- Une démission
- Trois décès

## Situation des évêques français au 31 décembre 2015

### France métropolitaine
- Agen : Hubert Herbreteau
- Aire et Dax :  Hervé Gaschignard, Philippe Breton évêque émérite, Robert Sarrabère évêque émérite
- Aix-en-Provence et Arles : Christophe Dufour, Claude Feidt archevêque émérite
- Ajaccio :  Olivier de Germay
- Albi, Castres et Lavaur :  Jean Legrez
- Amiens :  Olivier Leborgne, François Bussini évêque émérite, Jacques Noyer évêque émérite
- Angers :  Emmanuel Delmas, Jean-Louis Bruguès évêque émérite, archevêque par titre, Jean Orchampt évêque émérite
- Angoulême : Hervé Gosselin, Claude Dagens évêque émérite, Georges Rol évêque émérite
- Annecy :  Yves Boivineau
- Arras, Boulogne sur Mer et Saint Omer : Jean-Paul Jaeger
- Auch, Condom, Lectoure et Lombez :  Maurice Gardès, Maurice Fréchard archevêque émérite
- Autun, Chalon et Mâcon :  Benoît Rivière, Raymond Séguy évêque émérite
- Avignon :  Jean-Pierre Cattenoz
- Bayeux et Lisieux : Jean-Claude Boulanger, Pierre Pican évêque émérite
- Bayonne, Lescar et Oloron : Marc Aillet, Pierre Molères évêque émérite
- Beauvais, Noyon et Senlis :  Jacques Benoit-Gonnin
- Belfort-Montbéliard : Dominique Blanchet, Claude Schockert évêque émérite
- Belley-Ars : Pascal Roland, Guy Bagnard évêque émérite
- Besançon : Jean-Luc Bouilleret
- Blois : Jean-Pierre Batut, Maurice de Germiny évêque émérite
- Bordeaux et Bazas : cardinal Jean-Pierre Ricard
- Bourges : Armand Maillard, Hubert Barbier archevêque émérite, Pierre Plateau archevêque émérite
- Cahors : Laurent Camiade
- Cambrai : François Garnier
- Carcassonne et Narbonne : Alain Planet, Jacques Despierre évêque émérite
- Châlons-en-Champagne : François Touvet, Gilbert Louis évêque émérite
- Chambéry, Maurienne et Tarentaise : Philippe Ballot
- Chartres : Michel Pansard
- Clermont : Hippolyte Simon
- Coutances et Avranches : Laurent Le Boulc'h, Jacques Fihey évêque émérite
- Créteil : Michel Santier, Daniel Labille évêque émérite
- Digne-les-Bains, Riez et Sisteron : Jean-Philippe Nault, François-Xavier Loizeau évêque émérite, Edmond Abelé évêque émérite
- Dijon : Roland Minnerath, Michel Coloni évêque émérite
- Évreux : Christian Nourrichard, Jacques David évêque émérite
- Évry-Corbeil-Essonnes : Michel Dubost, Guy Herbulot évêque émérite, Albert Malbois évêque émérite
- Fréjus et Toulon : Dominique Rey
- Gap et Embrun : Jean-Michel di Falco
- Grenoble et Vienne : Guy de Kerimel
- Langres : Joseph de Metz-Noblat, Philippe Gueneley évêque émérite
- La Rochelle et Saintes : Bernard Housset
- Laval : Thierry Scherrer
- Le Havre : Jean-Luc Brunin, Michel Guyard évêque émérite
- Le Mans : Yves Le Saux
- Le Puy-en-Velay : Luc Crepy
- Lille : Laurent Ulrich, Gérard Coliche évêque auxiliaire, Gérard Defois évêque émérite
- Limoges : François Kalist, Léon Soulier évêque émérite
- Luçon :  Alain Castet
- Lyon : Cardinal Philippe Barbarin, Patrick Le Gal évêque auxiliaire
- Marseille : Georges Pontier, Jean-Marc Aveline évêque auxiliaire, Cardinal Bernard Panafieu archevêque émérite
- Meaux : Jean-Yves Nahmias, Albert-Marie de Monléon évêque émérite, Yves Bescond évêque auxiliaire émérite
- Mende : François Jacolin, Paul Bertrand évêque émérite
- Metz : Jean-Christophe Lagleize, Pierre Raffin évêque émérite
- Montauban : Bernard Ginoux, Jacques de Saint-Blanquat évêque émérite
- Montpellier, Lodève, Béziers, Agde et Saint Pons de Thomières : Pierre-Marie Carré, Guy Thomazeau, archevêque émérite, Claude Azéma évêque auxiliaire
- Moulins : Laurent Percerou
- Nancy-Toul : Jean-Louis Papin
- Nanterre : Michel Aupetit, Gérard Daucourt évêque émérite, François Favreau évêque émérite
- Nantes : Jean-Paul James, Georges Soubrier évêque émérite
- Nevers : Thierry Brac de La Perrière
- Nice : André Marceau, Louis Sankalé évêque émérite, Jean Bonfils évêque émérite
- Nîmes, Uzès et Alès : Robert Wattebled
- Orléans : Jacques Blaquart, André Fort évêque émérite
- Pamiers, Couserans et Mirepoix : Jean-Marc Eychenne, Marcel Perrier évêque émérite
- Paris : Cardinal André Vingt-Trois, Jérôme Beau évêque auxiliaire, Eric de Moulins-Beaufort évêque auxiliaire.
- Périgueux et Sarlat : Philippe Mousset, Michel Mouïsse évêque émérite
- Perpignan-Elne : Norbert Turini, Jean Chabbert évêque émérite
- Poitiers : Pascal Wintzer, Albert Rouet archevêque émérite
- Pontoise : Stanislas Lalanne
- Quimper, Cornouailles et Léon : Laurent Dognin, Jean-Marie Le Vert évêque émérite
- Reims : Thierry Jordan, Bruno Feillet évêque auxiliaire, Joseph Boishu évêque auxiliaire émérite.
- Rennes, Dol et Saint Malo : Pierre d'Ornellas, Nicolas Souchu évêque auxiliaire
- Rodez et Vabres : François Fonlupt
- Rouen : Dominique Lebrun, Jean-Charles Descubes archevêque émérite
- Saint-Brieuc et Tréguier : Denis Moutel, Lucien Fruchaud évêque émérite
- Saint-Claude : Vincent Jordy
- Saint-Denis : Pascal Delannoy, Olivier de Berranger évêque émérite
- Saint-Dié : Jean-Paul Mathieu, Paul-Marie Guillaume évêque émérite
- Saint-Étienne : siège vacant, Paul-Marie Rousset évêque émérite
- Saint-Flour : Bruno Grua, René Séjourné évêque émérite
- Séez : Jacques Habert
- Sens et Auxerre : Hervé Giraud, Yves Patenôtre archevêque émérite, Georges Gilson archevêque émérite
- Soissons, Laon et Saint-Quentin : Renauld de Dinechin, Marcel Herriot évêque émérite
- Strasbourg : Jean-Pierre Grallet, Christian Kratz évêque auxiliaire, Vincent Dollmann, évêque auxiliaire, Joseph Doré archevêque émérite
- Tarbes et Lourdes : Nicolas Brouwet, Jacques Perrier évêque émérite
- Toulouse, Saint Bertrand de Comminges et Rieux : Robert Le Gall, Émile Marcus archevêque émérite
- Tours : Bernard-Nicolas Aubertin
- Troyes : Marc Stenger
- Tulle : Francis Bestion, Bernard Charrier évêque émérite
- Valence, Die et Saint-Paul-Trois-Châteaux : Pierre-Yves Michel, Didier-Léon Marchand évêque émérite
- Vannes : Raymond Centène, François-Mathurin Gourvès évêque émérite
- Verdun : Jean-Paul Gusching, François Maupu évêque émérite
- Versailles : Éric Aumonier, Jean-Charles Thomas évêque émérite
- Viviers : Jean-Louis Balsa, François Blondel évêque émérite

- Diocèse aux Armées françaises : Luc Ravel
- Mission de France : Hervé Giraud, Yves Patenôtre prélat émérite, Georges Gilson prélat émérite.

### France d'outre-mer
- Basse-Terre et Pointe-à-Pitre : Jean-Yves Riocreux, Ernest Cabo évêque émérite
- Cayenne : Emmanuel Lafont
- Saint-Pierre et Fort-de-France : David Macaire, Michel Méranville archevêque émérite
- Taiohae (ou Tefenuaenata) (Îles Marquises) : Pascal Chang-Soi, Guy Chevalier évêque émérite
- Îles Wallis-et-Futuna : Ghislain de Rasilly
- Nouméa : Michel-Marie Calvet
- Papeete : vacant, Hubert Coppenrath, archevêque émérite
- Saint-Denis de La Réunion : Gilbert Aubry
- Saint-Pierre et Miquelon : Pierre Gaschy, vicaire apostolique Lucien Fischer, vicaire apostolique émérite.

### Églises orientales en France
- Éparchie de Sainte-Croix de Paris des Arméniens catholiques de France : Jean Teyrouz
- Éparchie Notre-Dame du Liban de Paris des Maronites: Nasser Gemayel
- Éparchie Saint Vladimir le Grand de Paris des Ukrainiens : Borys Gudziak
- Ordinariat de France des catholiques orientaux : cardinal André Vingt-Trois

### Au service du Saint-Siège
Plusieurs évêques français exercent des fonctions dans les services diplomatiques du Saint-Siège ou dans les différents organismes de la Curie romaine.
- Tribunal suprême de la signature apostolique : cardinal Dominique Mamberti préfet
- Conseil pontifical pour le dialogue inter-religieux : cardinal Jean-Louis Tauran président
- Archives secrètes du Vatican et Bibliothèque apostolique vaticane : Jean-Louis Bruguès archiviste et bibliothécaire
- Conseil pontifical pour la famille : Jean Laffitte secrétaire
- Congrégation pour le clergé : Joël Mercier, secrétaire
- Conseil pontifical « Justice et Paix » : cardinal Roger Etchegaray président émérite
- Conseil pontifical pour la culture : cardinal Paul Poupard président émérite
- Nonciature au  Ghana : Jean-Marie Speich, nonce
- Nonciature au  Guatemala : Nicolas Thevenin, nonce
- Nonciature au Mexique : Christophe Pierre nonce
- Nonciature près l'Union européenne : Alain Lebeaupin nonce
- Service diplomatique : François Bacqué nonce apostolique émérite, Jean-Paul Gobel nonce apostolique émérite, André Dupuy nonce apostolique émérite
- Institut biblique pontifical: cardinal Albert Vanhoye, SJ, professeur émérite d'écritures saintes.

### Au service de diocèses étrangers
- Alger (Algérie) : Jean-Paul Vesco, Henri Teissier évêque émérite
- Andong (Corée du Sud) : René Dupont évêque émérite
- Constantine (Algérie) : Paul Desfarges, Gabriel Piroird évêque émérite
- Djibouti (Djibouti) : Georges Perron évêque émérite
- Estonie : Philippe Jourdan administrateur apostolique
- Guajará-Mirim (pt) (Brésil): Geraldo Verdier, évêque émérite
- Impfondo (République du Congo) : Jean Gardin
- Istanbul (Turquie): Louis Pelâtre, vicaire apostolique
- Kerema (en) (Papouasie-Nouvelle-Guinée) : Paul Marx, évêque émérite
- Laghouat (Algérie) : Claude Rault
- Makokou (Gabon) :  Joseph Koerber, vicaire apostolique
- Monaco : Bernard Barsi  archevêque
- Mongo (Tchad) : Henri Coudray, vicaire apostolique
- Mouila (de) (Gabon) : Dominique Bonnet, évêque émérite
- N'Djaména (Tchad) : Charles Vandame archevêque émérite
- Niamey (Niger) : Michel Cartatéguy, archevêque émérite; Guy Romano, évêque émérite
- Oran (Algérie) : Jean-Paul Vesco, Alphonse Georger, évêque émérite
- Ouesso (République du Congo) : Yves Monot
- Pala (Tchad) : Georges-Hilaire Dupont évêque émérite
- Phnom-Penh (Cambodge) : Olivier Schmitthaeusler vicaire apostolique, Emile Destombes vicaire apostolique emerite Yves Ramousse vicaire apostolique émérite
- Rabat (Maroc) : Vincent Landel : archevêque
- Santissima Conceição do Araguaia (Brésil) : Dominique You
- Savannakhet (Laos) : Pierre Bach vicaire apostolique émérite
- Tôlagnaro (de) (Madagascar) : Jean Zévaco évêque émérite
- Viana (pt) (Brésil) : Xavier Gilles de Maupeou évêque émérite

### Autres situations
- Jacques Gaillot, évêque titulaire de Partenia.
- Bernard Tissier de Mallerais, évêque de la Fraternité sacerdotale Saint-Pie-X.
- Jean-Michel Faure, évêque de l'Union sacerdotale Marcel-Lefebvre (excommunié).